# Yuika Sugasawa
Yuika Sugasawa (jap. 菅澤 優衣香, Sugasawa Yuika; * 5. Oktober 1990 in Chiba) ist eine japanische Fußballnationalspielerin.

## Karriere

### Verein
Sugasawa begann ihre Karriere beim Erstligisten Albirex Niigata, bei dem sie von 2008 bis 2012 spielte. Zur Saison 2013 wechselte sie zum Ligakonkurrenten JEF United Ichihara Chiba, bei dem sie 2014 Torschützenkönigin der L. League wurde.

### Nationalmannschaft
Sugasawa gab ihr Debüt in der japanischen A-Nationalmannschaft am 13. Januar 2010 gegen die Auswahl Dänemarks, kam jedoch zunächst auch noch in der U-20-Auswahl ihres Landes zum Einsatz, so zum Beispiel im Rahmen der U-20-Fußball-Weltmeisterschaft der Frauen 2010 in Deutschland. Bei der Asienmeisterschaft 2014 gewann sie mit ihrer Nationalmannschaft den Titel durch einen 1:0-Finalerfolg über Australien. An der Fußball-Weltmeisterschaft 2015 nahm Sugasawa ebenfalls teil und absolvierte alle Gruppenspiele Japans. Gegen Kamerun gelang ihr hierbei ihr erstes WM-Tor. In der Finalrunde wurde sie dann nur noch einmal, im Finale gegen die USA beim Stand von 1:4 in der 39. Minute für Mittelfeldspielerin Nahomi Kawasumi eingewechselt, konnte dem Spiel aber keine Wende mehr geben. Japan verlor dann mit 2:5 den WM-Titel.
2018 traf sie im Finale der Asienmeisterschaft wieder auf Australien und konnte mit ihrer Mannschaft erneut mit 1:0 gewinnen.
Vier Monate später gehörte sie auch zum Kader für die Asienspiele 2018. Im Finale gegen China wurde sie in der 56. Minute eingewechselt und erzielte in der 90. Minute das einzige Tor des Spiels – ihr viertes Turniertor, wodurch Japan zum zweiten Mal Sieger des Turniers wurde.
Bei der WM 2019 wurde sie in den drei Gruppenspielen und im Achtelfinale eingesetzt, das durch ein Last-minute-Tor gegen Europameister Niederlande verloren wurde. Beim 2:1 im Gruppenspiel gegen WM-Neuling Schottland, dem einzigen Sieg der Japanerinnen im Turnier, hatte sie das Tor zum zwischenzeitlichen 2:0 per Elfmeter erzielt.
Sie wurde auch für die wegen der COVID-19-Pandemie um ein Jahr verschobenen Olympischen Spiele in Tokio  nominiert. Sie kam im ersten und zweiten Gruppenspielen zum Einsatz, wurde aber jeweils nach einer Halbzeit ausgewechselt. Im Viertelfinale verloren ihre Mitspielerinnen ohne sie mit 1:3 gegen den späteren Silbermedaillengewinner Schweden.
Für die Asienmeisterschaft im Januar 2022 wurde sie ebenfalls nominiert. Sie wurde in den ersten beiden Gruppenspielen und beim 7:0-Sieg im Viertelfinale gegen Thailand eingesetzt, in dem sie vier Tore erzielte. Durch den Einzug ins Halbfinale hatten sich die Japanerinnen als erste Mannschaft nach den Gastgeberinnen für die WM 2023 qualifiziert. Das Halbfinale verloren ihre Mitspielerinnen ohne sie mit 3:4 im Elfmeterschießen gegen China.

## Erfolge

### Nationalmannschaft
- Vizeweltmeisterin 2015
- 2014 und 2018: Gewinn der Asienmeisterschaft
- Sieger Asienspiele 2018

### Vereine
- Nihon Joshi Soccer League 2020
- Torschützenkönigin der Nadeshiko League 2020